# Berlin–Leipzig 1954
Berlin–Leipzig 1954 war die 27. Austragung des seit 1920 ausgefahrenen deutschen Eintagesrennens Berlin–Leipzig. Es fand am 11. April statt und führte von Berlin in die sächsische Metropole Leipzig.

## Rennverlauf
Der Start zu dem Rennen über 186 Kilometer erfolgte in Berlin-Oberschöneweide. Die 30 Fahrer der Leistungsklasse II erhielten vier Minuten Vorgabe vor den 27 Radrennfahrern der höchsten Leistungsklasse. Das Ziel befand sich in der Lindenalle in Leipzig. Am Start waren bis auf Horst Gaede und Werner Gallinge alle Auswahlfahrer der DDR, für die das Rennen zur Vorbereitung auf die Internationale Friedensfahrt diente.
Das Rennen wurde von idealen Bedingungen begünstigt, so dass sich ein hohes Renntempo entwickelte. Die Vorgabefahrer nutzten einen starken Rückenwind und wurden erst kurz vor Leipzig eingeholt. Aus der zweiten Gruppe fuhr Trefflich zunächst allein nach vorn und setzte sich bei Düben von allen Konkurrenten ab und erreichte als Solist das Ziel. Zabel gewann den Sprint der Verfolger sicher.
|     | Fahrer             | Verein/Ort                | Zeit (h)    |
| --- | ------------------ | ------------------------- | ----------- |
| 01. | Bernhard Trefflich | SC Wismut Karl-Marx-Stadt | 4:48:00     |
| 02. | Detlef Zabel       | SC Rotation Leipzig       | + 1:20 Min. |
| 03. | Heinz Wahl         | BSG Einheit Berliner Bär  | + 1:20 Min. |
| 04. | Heinz Fiedler      | BSG Motor Zittau          | + 1:20 Min. |
| 05. | Benno Funda        | BSG Einheit Berliner Bär  | + 1:20 Min. |
| 06. | Manfred Reichmann  | SC Wismut Karl-Marx-Stadt | + 4:50 Min. |
| 0 … |                    |                           |             |